# Лесбофобія

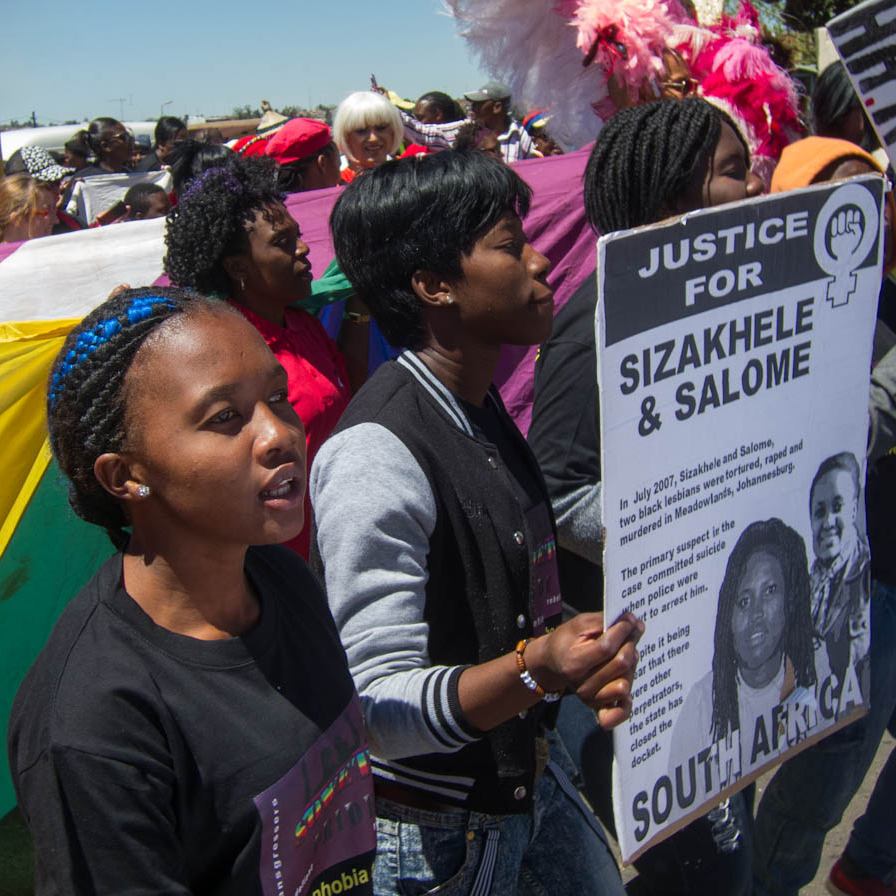
Учасниці Soweto Pride 2012 нагадують, як у 2007 році зґвалтували та вбили лесбійок

Лесбофобія (англ. lesbophobia) ― негативізм, стереотипи, дискримінація, агресія та насильство проти лесбійок як окремих людей, як пар і як соціальної групи, що потерпає водночас від сексизму та гомофобії. Лесбофобія є наслідком взаємодії мізогінії та гомофобії і посилює їх через лесбофобні стереотипи, що супроводжуються переживаннями від презирства до ворожості. Лесбофобна поведінка включає широкий спектр утиску: від малоусвідомлюваних культурних стратегій лесбійського стирання через дискримінацію на ринку праці, в медицині та праві до насильства проти лесбійок, як інституціоналізованого (вбивства, тортури, корекційні згвалтування), так і агресії та злочинів на грунті ненависті.
За даними французького центру з боротьби з гомофобією, цей термін важливий, оскільки лесбійки, в порівнянні з геями, неохоче зізнаються у фактах дискримінації щодо них. Лесбофобія зв'язана з особливими стереотипами — наприклад, з упередженням щодо спортсменок через підозри, що вони є лесбійками, або уявленнями, що лесбійки (особливо буч) насправді є трансчоловіками. 

## Термін
Перший вжиток терміну lesbophobia зафіксований Оксфордським словником англійської мови 1972 року, у книзі редакторки Harper's Bazaar Наталії Гіттелсон (Natalie Gittelson) 1972 року The Erotic Life of the American Wife. Хоча деякі люди користуються лише загальнішим терміном гомофобія, терміни гомосексуальність та гомофобія не відображають особливих проблем лесбійок адекватно, оскільки гомосексуальні жінки потерпають від подвійної дискримінації: гомофобії та сексизму. Попри актуальність, розділення поняття гомофобії на упередження щодо геїв і упередження проти лесбійок залишається маловживаним.

## Лесбофобні стереотипи
Специфічні стереотипи на стику мізогінії і гомофобії транслюють не тільки гетеро чоловіки та жінки, але також геї і бісексуальні люди.
- Ідея, що лесбійки є небезпечними — тоді як гетеросексуальні взаємодії є природніми, нормальними та спонтанними — поширений приклад лесбофобних стереотипів. Як і гомофобія, ця ідея походить з гетеронормативності та гетеросексизму, що презентують гетеросексуальність як домінуючу, передбачену та нормальну, а інші форми романтичних та сексуальних стосунків як ненормальні та неприродні.[8]
- Стереотип, чию лесбофобність розгледіли з часом, про те, що спортсменки завжди або переважно є лесбійками.[9][10] Ця ідея збудована на гендерно-стереотипному уявленні про належність фізичної сили, здатності тренувати тіло та психологічних якостей, необхідних для успіху в спорті (витривалість, наполегливість, агресивність, рішучість, активність) як виключно чоловічих (маскулінних) характеристик. Тому їхню сексуальність трактували за "нормальним чоловічим" типом.
- Лесбофобія в гей-спільноті має чіткі мізогінні обриси та проявляється як маніфест того, що проблеми, досвіди і голоси лесбійок мають субординуватись у ЛГБТ кампаніях та русі проблемам і потребам геїв-чоловіків.[11] Це спричинює значний дисбаланс у ЛГБТ-спільноті та русі, де жіночі вимоги та права задовольняються непропорційно менше.
- Тривалі уявлення про пластичність жіночої сексуальності, яку ніби-то можна значно легше від чоловічої змінити плином часу або стороннім впливом (таким, як секс, стосунки чи шлюб з чоловіком, релігійне виховання, целібат, медичні процедури, психотерапія тощо), уможливили історію корекційного насильства проти лесбійок. Їх нині деконструюють та критикують як бажання частини чоловіків так чи інакше мати секс із лесбійками.[12][13]
- Ідея, що всі лесбійки, особливо буч, насправді є трансчоловіками і їм потрібен перехід, щоб узгодити свою стать із гетеросексуальною парадигмою, теж бере початки з практик конверсійної терапії, зокрема, культурно закріплених у культурах, де символічне, соціальне, гендерне чи на певному рівні й фізичне "перетворення в чоловіка" є толерованішим за жіночу гомосексуальність.
- Суспільний осуд і знецінення лесбійок за відмову вступати в стосунки та шлюб з чоловіками маркують їх "несправжніми" жінками. Відмову лесбійок виконувати неоплачувану хатню роботу у шлюбі з чоловіком частина гетеросексуальних людей може сприймати болюче, вважаючи її значною частиною фемінності і відстоюючи цю ідентичність шляхом стигматизації лесбійок.
- Осуд лесбійок за бездітність є агресивно забарвленим: гетеросексуальних чайлдфрі жінок можуть жаліти чи виправдовувати небажанням їх партнерів мати дітей, тоді як гомосексуальна жінка сприймається як самовільно обрана загроза ідеї сексу заради розмноження, репродуктивних засад жіночності як такої. Лесбійок-чайлдфрі, які "порушують правило", суспільна підсвідомість санкціює жорсткіше.
- Фетшеймінг, слатшеймінг, негативні стереотипи щодо жінок-чайлдфрі та фемінізму також нерідко асоціюються з лесбійством.

## Дискримінація лесбійок
- В ряді країн лесбійські стосунки, сексуальні чи романтичні, переслідуються законом і загрожують різною мірою покарання, включаючи смерть. Так, в Ірані станом на 2022 рік за лесбійство передбачена смертна кара.
- Ненадання достатніх послуг у сфері здоров'я лесбійкам та жінкам, що практикують секс із жінками. У країнах, де одностатеві шлюби заборонені, лесбійські пари позбавлені права приймати життєво-важливі рішення стосовно партнерки у медичних установах. Низька поширеність засобів безпечного сексу для лесбійських практик та обізнаності про них, в тому числі у медперсоналу (зокрема заниження ризиків передачі ІПСШ). Гомофобія та знецінення в гінекологічній практиці, накладаючись на знижений ризик вагітності за відсутності гетеросексуальних практик, призводить до уникнення лесбійками регулярних відвідин гінеколога, що маскує ризики захворювань жіночої репродуктивної системи, зокрема, онкологічних, які вимагають регулярного скринінгу.
- Дискримінація у сфері освіти, працевлаштування та соціальних установах через статус відкритої лесбійки, камін-аут чи аутинг. Також через припущення про лесбійство люди можуть дискримінувати жінок, які мають гендерно-неконформний стиль одягу та поведінки, незалежно від того, чи є ці жінки лесбійками.
- Материнство для лесбійок є більш ускладненим, ніж для жінок у гетерошлюбі, геїв-чоловіків та матерів-одиначок. Обмеження прав вступати в законний шлюб та поділяти опіку над дітьми позбавляє їх можливості покластись на партнерку у випадку неповносправності чи смерті, а також права на аліменти. Фемінізація бідності та гендерний розрив в оплаті праці відмежовують лесбійок від змоги мати генетичну дитину з партнеркою (таких, як ЕКО), а також збільшують їх навантаження на утримання та виховання дітей.
- Аутинг як покарання лесбійки загрожує їй вищими ризиками насильства та стигми, ніж чоловіку-гею. Порнопомста щодо лесбійок та бісексуалок зазвичай асоційована з аутингом.
- Лесбійське стирання, тобто замовчування та викривлення лесбійської історії в науці, медіа та культурі, має окрему задокументовану і тяглу традицію й реалізується двома основними шляхами: знецінення та приписування іншим людям доробку відомих лесбійок, або заперечення гомосексуальності жінки. Численні інтерпретації жіночої інтимності як дружби, посестринства чи бостонського шлюбу, ускладнені необхідністю ховатися через подвійну небезпеку, ускладнюють реконструкцію жіночої історії.
- Сексуальна об'єктивація, сексуалізація й фетишизація лесбійок та їх сексуальності чоловіками. Експлуатація лесбійського сексу, орієнтованого на чоловіче задоволення, у мистецтві й порноіндустрії, призводить до укріплення нереалістичних уявлень молодих лесбійок про секс та власну тілесність, практик ризикованого сексу.
- Релігійні заборони на гомосексуальність та мізогінні елементи більшості релігій результують у подвійну стигматизацію лесбійок.
- Лесбійки є в середньому біднішими за геїв. За дослідженнями 2013 у США серед жінок 18-44 років 22,7% лесбійок та 29,4% бісексуалок перебувають у бідності (це більше, ніж серед геїв (20,5%) і бісексуальних чоловіків (25,9%).[14]

## Насильство проти лесбійок
Лесбофобія проявляється в злочинах на грунті ненависті, таких як корекційні зґвалтування, тортури та вбивство. Оскільки спроби змінити сексуальну орієнтацію лесбійок часто включали згвалтування, вони є гіршими, ніж заходи з цією ж метою для чоловіків-геїв.

### Мова ворожнечі та вербальний аб'юз
До лесбофобного слюру належить знижена лексика, що будь-яким чином утверджує упередження проти лесбійок та бісексуальних жінок: 
- описує в принизливому тоні сексуальні практики між жінками, лесбійські стосунки, історію, культуру та стиль життя;
- знецінює, заперечує, стирає чи апропріює лесбійську культуру, історію, ідентичність та досвід, ставлячи під сумнів існування сапфічних жінок;
- стереотипізує, стигматизує, демонізує образ лесбійки, маніпулюючи гендерними стереотипами і приписуючи лесбійкам негативний вплив на суспільство;
- історично негативізовані слова, такі як gay, TERF тощо.

Прямі та завуальовані заклики до дискримінації лесбійок, насильства проти них, образи, наклепи, залякування, поширення стереотипів, нечутлива лексика, як офлайн, так і в медіа, мистецтві чи Інтернеті, створюють вороже середовище для лесбійок, підвищуючи рівень стресу і знижуючи консолідацію лесбійської спільноти.

### Медичні експерименти та репресивна психіатрія
Історія конверсійної терапії гомосексуальності безпосередньо торкнулась лесбійок через уявлення, що жіноча гомосексуальність легше піддається "корекції", ніж чоловіча.
У 1920-х в Європі та СРСР гомосексуальність «лікували» хірургічно: експерименти з пересадки статевих залоз геям (1918) поширили ендокринну теорію гомосексуальності, і над лесбійками теж почали експерименти (попри їх неефективність). 1928 року професор Харківського університету Я. І. Кіров умовив 27-літню селянку Єфросинію В. на операцію і трансплантував їй під праву молочну залозу фрагменти яєчника свині.
З 1930-х по 1970-ті, зокрема, й на теренах України, радянська влада провадила проти лесбійок та жінок (дівчат), запідозрених у лесбійстві, офіційну політику репресивної психіатрії. Лесбійки не відповідали «ідеалу соціалістичної людини», тому «гомосексуалісток» трактували як психічний розлад, і психіатрія з психологією експериментально шукали цьому доказів[17]. З 1936 до 1980-х слово «лесбійка» зустрічається лише у списках перверсій. Поетесу Анну Баркову тричі судили через конфлікт її орієнтації та сталінізму. Лесбійок висміювали, переслідували, виключали з університетів, звільняли з роботи, позбавляли права опіки над дітьми, підштовхували до шлюбів та сексу з чоловіками в надії на «зцілення». За виявлене лесбійство карали доганами на партзібраннях, товариських судах, виключенням з партії, і найімовірніше — примусовим інвалідизуючим «лікуванням» у психіатричних закладах.
Молодих лесбійок та бісексуалок (особливо 15-19 років) примусово госпіталізовували в психлікарні на 3 місяці і застосовували цілий спектр засобів, що руйнують особистість: психотропи, електрошок. Їх реєстрували у психіатра як психічно хворих, що унеможливлювало професійну кар’єру, отримання водійських прав, і продовжували періодично «лікувати» амбулаторно. Після цих тортур «жінки втрачали не просто здоров’я, а й узагалі надію облаштувати покалічене життя».
У 1965 році психіатриня Є. М. Деревинська захистила дисертацію «Матеріали до клініки, патогенезу, терапії жіночого гомосексуалізму» про досліди над лесбійками в Карагандинському жіночому виправному таборі з 1954 по 1960, описавши «позитивні результати» від аміназину та психотерапії. Концепцію розвинув сексопатолог А. Свядощ, вчення якого обернулося каральною психіатрією. Революційна як на 1974 рік висвітленням жіночої сексуальності праця Свядоща «Жіноча сексопатологія» досі описувала лесбійство як хворобу, хоч і вказувала, що «лікування» (від електрошоку і гормональної терапії до кастрації) неефективне. 

### "Корекційні" згвалтування та феміцид
Лесбофобне згвалтування (за старою термінологією "корекційне", а також "гомофобне", хоча проти лесбійок вчиняється більшість цих злочинів) — сексуальне насильство чоловіків проти жінок, яких вони вважають лесбійками, яким вони вірять у свою можливість "скоригувати" сексуальну орієнтацію цих жінок. Директорка зі стосунків зі спільнотою африканської групи прав лесбійок Занель Мухолі: "Проблема більша за патріархат. Чоловіки, які коять такі злочини, бачать згвалтування як коригуючу дію і як спробу показати жінкам їх місце в суспільстві."
У звіті за 2019 рік SOS Homophobie вказано, що насильство проти лесбійок у Франції зросло в 2018 році на 42 % (повідомлено про 365 випадків).

#### Лесбофобні згвалтування у Південній Африці
31 жінку згвалтували та вбили з "корекційною" метою в Південній Африці за декаду з 2001 по 2011. Задокументовано мінімум 50 згвалтувань чорних лесбійок у селищах з 1997 по 2007. За свідченнями Luleki Sizwe, що пережила згвалтування, як мінімум 10 лесбійок на тиждень гвалтували в районі Кейптаун. Human Rights Watch описує це як частину епідемії гомофобних вбивств у ПАР.
У 2006 19-річну Золісва Нконьяна четверо чоловіків закололи та закидали камінням до смерті за те, що вона була відкритою лесбійкою, у селищі Кейптаун, Khayelitsha.
2006: Футболістку Banyana Banyana Юді Сімеланта 24-річну ЮАР ЛГБТ-активістку Ноксоло Ноґваза згвалтували та вбили в селищі Ква-Тема Йоганнесбурга, біля Кейптауна. Її обличчя і голову понівечили ударами каменів та порізали шматками скла, біля тіла знайшли використані кондоми, пляшку пива, та великий камінь . За наявними данами, на неї напали після спроби заманити її подругу. Місцеві жителі свідчили про чоловічі крики: “Ми вибємо з вас лесбійок”. Її похорон відвідали понад 2000 осіб, засуджуючи насильство проти лесбійок та “каральні” згвалтування, у певний момент погрожуючи каструвати гвалтівників бритвами, якщо поліція їх не заарештує. 170,000 людей з усього світу підписали петицію до влади щодо припинення корекційних згвалтувань. Американська GO Campaign долучилась до збору коштів на навчання дітей та кампанії толерантності для молоді в селищах. Human Rights Watch та Amnesty International назвали вбивство злочином на грунті ненависті. Речник поліції відмовлявся його так класифікувати, кажучи, що "вбивство є вбивство" і що поліція не враховує орієнтацію жертви. До листопада 2012 нікого так і не заарештували, тоді Amnesty International запустила кампанію "Write for Rights", щоб поновити розслідування її справи.
2007: у Совето (Південна Африка) лесбійську активістку Sizakele Sigasa та її партнерку Salome Masooa згвалтували, катували та вбили. Ці злочини організації ЛГ-прав ПАР, включно з парасольковою Joint Working Group, визнали спричиненими лесбофобією. Simangele Nhlapo, членкиню групи підтримки ВІЛ-позитивних людей, згвалтували та вбили в червні разом з її дворічною донькою. 16-річну Madoe Mafubedu згвалтували та закололи.
В Найробі борчиня за права лесбійок Поліна Кімані виступила в телепрограмі з питання гомосексуальності. В тижні після її неоднократно ображали на вулицях і в публічних місцях, група чоловіків переслідувала її з погрозами згвалтуванням. Біля її житла залишили лист з погрозою смерті.

### Феміцид лесбійок
Смертна кара за гомосексуальність, зокрема, й жіночу, передбачена в ряді країн, наприклад, в Ірані.